# Carl Friedrich Zelter
Carl Friedrich Zelter (Berlín, 11 de desembre de 1758 - Berlín, 15 de maig de 1832) fou un compositor, director d'orquestra i professor de música alemany. Treballà al negoci d'obrer de son pare, i la seua formació musical fou pràcticament autodidàctica.
Fou membre de la Sing-Akademie zu Berlin des de la seua fundació l'any 1791. Aquest cor esdevingué el paradigma del cor romàntic alemany, arribant a tindre més de 100 cantants, i Zelter va succeir el 1800 al seu director fundador Carl Friedrich Christian Fasch, dirigint el cor fins a la seua mort.
El 1802, Zelter va fer amistat amb Johann Wolfgang von Goethe, i les seves obres sovint posen música als poemes de Goethe. Durant la seua carrera, va compondre uns dos-cents lieder, així com cantates, un concert per a viola (1779)  i música per a piano. Era una de les poques persones a qui Goethe tractava de "tu".
Entre els alumnes de Zelter hi havien Felix i Fanny Mendelssohn, Giacomo Meyerbeer, Eduard Grell, Otto Nicolai, Johann Friedrich Naue i Heinrich Dorn. Les cartes de Zelter al seu amic Goethe mostren com Zelter lloava a Fanny i Felix Mendelssohn, quan encara eren menuts, com els seus alumnes més destacats. Zelter va transmetre la seua estima per la música de Johann Sebastian Bach als Mendelssohn, portant així a Felix a reviscolar el 1829 la Passió segons sant Mateu a la Sing-Akademie. Aquest esdeveniment d'època provocà un autèntic renaixement de la música de Bach i tingué un gran impacte en l'evolució del Romanticisme alemany.

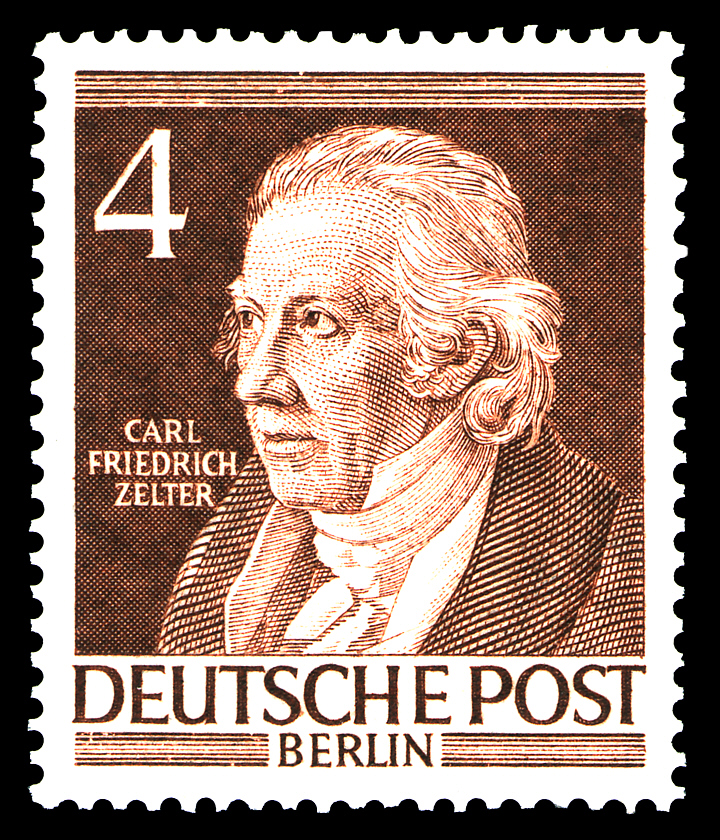
Segell postal del 1952)

Zelter es casà amb Julie Pappritz el 1796, un any després de la mort de la seva primera dona, Sophie Eleonora Flöricke. Pappritz fou una cantant coneguda de l'Òpera de Berlín i l'ajudà molt en la seua faena a la Sing-Akademia.
Zelter fou l'autor d'una biografia de Carl Friedrich Christian Fasch, publicada per primera vegada a Berlin el 1801.
Zelter va faltar el 15 de maig del 1832, menys de dos mesos després del seu amic Goethe. Les seues restes estan soterrades al cementeri de la Sophienkirche, al centre de Berlín. Al damunt de la seua tomba hi ha l'obelisc, d'uns dos metres d'alçada, que li dedicà la Sing-Akademie.
La novel·lista Elizabeth Sara Sheppard va retratar Zelter com el personatge 'Aronach' a la seua novel·la Charles Auchester (1853). Des del 1956, el president d'Alemanya entrega la Zelter-Plakette, una condecoració en reconeixement de formacions corals que han tingut una trajectòria de 100 anys com a mínim. L'asteroid (15808) Zelter, descobert el 1994, porta també el seu nom.